# Leberecht Maass
Leberecht Maass (Leberecht Maaß; ur. 24 listopada 1863 w Budzieszowcach, zm. 28 sierpnia 1914 w rejonie Helgoland) – niemiecki oficer marynarki wojennej, kontradmirał, zginął podczas I wojny światowej.

## Życiorys
W roku 1883 wstąpił do Marynarki Cesarskiej. Awansował następnie na stopnie oficerskie. W latach 1893–1895 dowodził torpedowcami, w latach 1898–1901 flotyllą torpedowców. Od 1903 do 1906 zajmował stanowisko dowódcy oddziału broni torpedowych. Od października 1906 do marca 1908 był dyrektorem szkoły Marynarki Wojennej. 7 marca 1908 otrzymał stopień komandora (Kapitän zur See). Od kwietnia 1908 do marca 1909 dowodził krążownikiem SMS „Freya”, od marca 1909 do czerwca 1910 krążownikiem pancernym SMS Scharnhorst, od sierpnia do września 1910 przejściowo pancernikiem SMS „Weißenburg”.
W październiku 1910 objął dowodzenie dywizjonem II. Werftdivision stacji morskiej w Wilhelmshaven. Od września 1913 do lutego 1914 objął funkcję III Admirała Sił Rozpoznawczych, na krążowniku SMS „Cöln”. 9 grudnia 1913 awansował do stopnia kontradmirała. 1 marca 1914 objął stanowisko II Admirała Sił Rozpoznawczych.
Po wybuchu I wojny światowej był I Dowódcą Sił Torpedowych (Führer der Torpedobootsstreitkräfte), a także został dowódcą II Grupy Rozpoznawczej (II. Aufklärungsgruppe). Na swoim okręcie flagowym – krążowniku SMS „Cöln” wychodził 12 i 15 sierpnia 1914 na rajdy na Morze Północne. Zginął na SMS „Cöln”, zatopionym przez brytyjskie krążowniki liniowe podczas bitwy pod Helgolandem, jako pierwszy admirał poległy podczas I wojny światowej.
Jego imieniem nazwano niemiecki niszczyciel Z1 Leberecht Maass. Okręt ten był pierwszym wielkim niszczycielem zbudowanym w latach 1935–1937 dla niemieckiej floty wojennej, jaki obok tradycyjnego numeru z literą Z (jak „Zerstörer”) otrzymał też nazwę własną.

## Odznaczenia
Odznaczenia adm. Maassa to między innymi:
- Order Orła Czerwonego III klasy ze wstęgą i koroną (Prusy)
- Order Królewski Korony II klasy (Prusy)
- Odznaka za Służbę Wojskową (Prusy)
- Kawaler Orderu Korony Włoch (Włochy)
- Kawaler I klasy Orderu Świętego Olafa (Norwegia)
- Komandor Orderu Miecza (Szwecja))
- Order Osmana II klasy (Imperium Osmańskie)